# Miklošič
Miklošič je priimek več znanih Slovencev:
- Fran Miklošič (1813—1891), filolog, jezikoslovec, slavist, univer. profesor in rektor na Dunaju, akademik
- Janez Miklošič (1823—1901), glasbenik in glasbeni učitelj, brat Frana Miklošiča